# Scottsburgh
Scottsburgh is een plaats in de Zuid-Afrikaanse provincie KwaZoeloe-Natal.
Scottsburgh telt ongeveer 24.000 inwoners.